# Kottivakkam
Kottivakkam (o Koothavakkam) è una suddivisione dell'India, classificata come census town, di 13.914 abitanti, situata nel distretto di Kanchipuram, nello stato federato del Tamil Nadu. In base al numero di abitanti la città rientra nella classe IV (da 10.000 a 19.999 persone).

## Geografia fisica
La città è situata a 12° 58' 38 N e 80° 15' 23 E.

## Società

### Evoluzione demografica
Al censimento del 2001 la popolazione di Kottivakkam assommava a 13.914 persone, delle quali 7.171 maschi e 6.743 femmine. I bambini di età inferiore o uguale ai sei anni assommavano a 1.453, dei quali 767 maschi e 686 femmine. Infine, coloro che erano in grado di saper almeno leggere e scrivere erano 9.883, dei quali 5.567 maschi e 4.316 femmine.